# A Song from the Heart
A Song from the Heart è un cortometraggio muto del 1916 diretto da Paul Powell.

## Produzione
Il film fu prodotto dalla Lubin Manufacturing Company.

## Distribuzione
Distribuito dalla General Film Company, il film - un cortometraggio di due bobine - venne distribuito nelle sale USA il 14 febbraio 1916.